# Gynoplistia (Gynoplistia) subformosa
Gynoplistia (Gynoplistia) subformosa is een tweevleugelige uit de familie steltmuggen (Limoniidae). De soort komt voor in het Australaziatisch gebied.